# Pattuglia militare ai Giochi olimpici

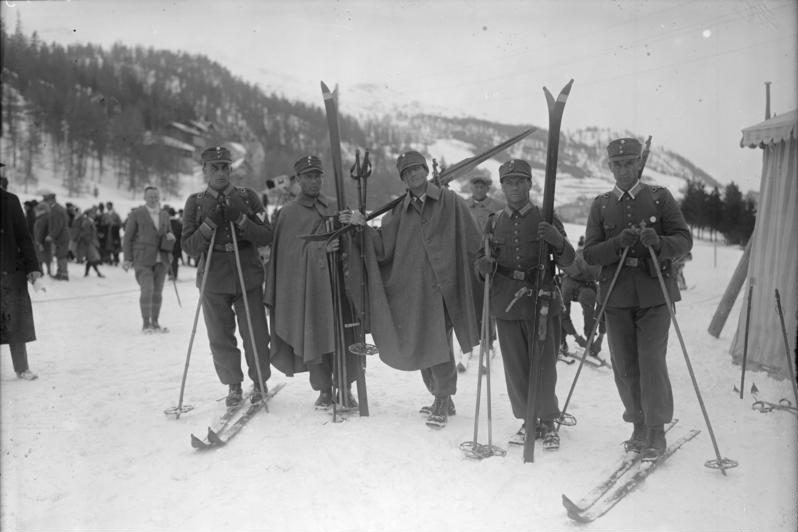
La squadra di pattuglia militare tedesca, quinta classificata ai Giochi di

La pattuglia militare ai Giochi olimpici fece parte del programma olimpico in quattro occasioni. Durante la prima, a Chamonix-Mont-Blanc 1924, furono assegnate anche le medaglie conteggiate nel medagliere complessivo; nelle altre tre edizioni fu presentato unicamente come sport dimostrativo (1928, 1936 e 1948). Il CIO considera attualmente tutte le prove svolte come sport dimostrativo.
Questa disciplina è considerata la diretta antenata del Biathlon ai Giochi olimpici.

## Medagliere
| Pos | Nazione   | Oro | Argento | Bronzo | Totale |
| --- | --------- | --- | ------- | ------ | ------ |
| 1   | Svizzera  | 2   | 0       | 1      | 3      |
| 2   | Norvegia  | 1   | 0       | 0      | 1      |
| 2   | Italia    | 1   | 0       | 0      | 1      |
| 4   | Finlandia | 0   | 4       | 0      | 4      |
| 5   | Svezia    | 0   | 0       | 2      | 2      |
| 6   | Francia   | 0   | 0       | 1      | 1      |

## Albo d'oro
| Edizione                    | Oro      | Argento   | Bronzo   |
| --------------------------- | -------- | --------- | -------- |
| Chamonix-Mont-Blanc 1924    | Svizzera | Finlandia | Francia  |
| Sankt Moritz 1928           | Norvegia | Finlandia | Svizzera |
| Garmisch-Partenkirchen 1936 | Italia   | Finlandia | Svezia   |
| Sankt Moritz 1948           | Svizzera | Finlandia | Svezia   |